# Benno Wandolleck
Bernhard Edward Max Julius „Benno” Wandolleck (ur. 18 kwietnia 1864 w Gdańsku, zm. w 1930) – niemiecki strzelec, olimpijczyk.
Wandolleck wystąpił na Letnich Igrzyskach Olimpijskich 1912 w jednej konkurencji. W drużynowym strzelaniu z pistoletu pojedynkowego zajął ostatnią 7. pozycję, osiągając jednak najlepszy wynik punktowy w swojej reprezentacji.
Był zoologiem, pracował w Muzeum Zoologicznym i Etnograficzno-Antropologicznym w Dreźnie. Interesował się także fotografią i gromadzeniem broni, był posiadaczem jednej z największych kolekcji pistoletów w ówczesnych Niemczech.

## Wyniki

### Igrzyska olimpijskie
| Igrzyska       | Konkurencja                           | Wynik                            | Miejsce | Źródło |
| -------------- | ------------------------------------- | -------------------------------- | ------- | ------ |
| Sztokholm 1912 | Pistolet pojedynkowy, 30 m, drużynowo | 890 pkt. (druż.) 256 pkt. (ind.) | 7       | [ 1 ]  |